# Три жизни Софии
«Три жизни Софии» (исп. Tres veces Sofía) — мексиканская 110-серийная теленовелла 1998 года производства киностудии TV Azteca.

## Сюжет
Сериал рассказывает о жизни женщины по имени София. В центре сюжета — три основных периода её жизни, каждому из которых посвящена отдельная линия повествования. Мы видим Софию как молодую и невинную девушку, страдающую от семейных проблем, затем как молодую женщину, которая преодолевает трудности, ища себя и своё место в жизни, и, наконец, в зрелом возрасте, когда она сталкивается с новыми жизненными вызовами. Семейные отношения, любовные интриги и стремление найти счастье — ключевые темы в жизни главной героини. Сериал делает акцент на глубокой драматичности любовного выбора и постоянного самопознания в течение всей жизни.

## В ролях
- Лусия Мендес (София Гутьеррес)
- Омар Фьерро (Федерико Видаурри)
- Марко Муньос (Хорхе Брисено)
- Карен Сентис (Летисия Плата)
- Марта Мариана Кастро (Лаура)
- Вероника Лангер (Эльза)
- Лиза Оуэн (Мерседес)
- Омеро Вимер (Сесар Маркес)
- Хосе Гонсалес Маркес (Дон Бето)
- Саби Камалич (Аделаида)
- Майте Вилан (Алехандра Ландасабаль)
- Марк Тачер (Хуан Карлос)
- Габриэль Поррас (Герман Лизарральде)
- Эванхелина Элисондо (Магнолия)
- Хуан Давид Бёрнс (Артуро Куевара)
- Мигель Кутюрье (Генри)
- Луз Елена Солис (Алькира)
- Родольфо де Анда (Ренато)

## Съёмочная группа
- Генеральные продюсеры: Элиза Салинас, Хуан Давид Бёрнс
- Режиссура: Хуан Карлос Муньос, Мартина Барраса
- Либретто:

оригинальный текст — Луис Фелипе Саламанка, Дарио Гарсия Даро
телевизионная версия — Мария Луиза Эскудеро, Марта Елена Лопес
- Музыка:

композитор — Федерико Чавес Бланко
вокал — Лусия Мендес

## Дубляж на русский язык
На русский язык теленовелла озвучена телекомпанией ТВЦ в 2001 году. Роли озвучивали Ольга Гаспарова, Ирина Маликова, Татьяна Васильева, Андрей Градов, Андрей Бархударов, Александр Котов и Александр Рахленко.

## Награды и премии
В 1999 году сериал был удостоен премии ACE New York в категориях Figura internacional femenina del año и Mejor libretista.